# J. August Richards
J. August Richards (Jaime Augusto Richards III), född 28 augusti 1973, är en amerikansk skådespelare.
Han är känd från TV-serien Angel där han spelade gatsmarta vampyrjägaren Charles Gunn och som Mike Peterson (Deathlock) i Marvel's Agents of S.H.I.E.L.D.
Richards har från slutet av 1980-talet haft mindre gästroller i många TV-serier: Cosby, Räkna med bråk, Slaget om Tellus, Diagnos mord, På heder och samvete, Chicago Hope, Advokaterna, Vita huset, Nash Bridges, CSI: Miami, The 4400, The Mentalist, Arrow och Grey's Anatomy.